# Премія «Боділ» за найкращий данський фільм
Премія «Боділ» за найкращий данський фільм (дан. Bodilprisen for bedste danske film) — головна кінопремія Данії. Вручається Данською національною асоціацією кінокритиків (дан. Filmmedarbejderforeningen) щорічно, починаючи з 1948 року.

## Список переможців і номінантів
Переможців виділено окремим кольором.

### 1940-і
| Рік  | Переможці і номінанти               | Режисер                               |
| ---- | ----------------------------------- | ------------------------------------- |
| 1948 | Солдат і Дженні (Soldaten og Jenny) | Йоган Якобсен                         |
| 1949 | Støt står den danske sømand         | Боділ Іпсен, Лау Лаурітцен (молодший) |

### 1950-і
| Рік  | Переможці і номінанти                           | Режисер                               |
| ---- | ----------------------------------------------- | ------------------------------------- |
| 1950 | Сусанна (Susanne)                               | Торбен Антон Свендсен                 |
| 1951 | Кафе «Параді» (Café Paradis)                    | Боділ Іпсен, Лау Лаурітцен (молодший) |
| 1952 | Істинне лице (Det sande ansigt)                 | Боділ Іпсен, Лау Лаурітцен (молодший) |
| 1953 | Адам і Єва (Adam og Eva)                        | Ерік Баллінг                          |
| 1954 | Farlig ungdom                                   | Лау Лаурітцен (молодший)              |
| 1955 | Слово (Ordet)                                   | Карл Теодор Дреєр                     |
| 1955 | Der kom en dag                                  | Свен Метлінг                          |
| 1956 | У їх честь (På tro og love)                     | Торбен Антон Свендсен                 |
| 1957 | Будь мені дорогим (Ingen tid til kærtegn)       | Аннеліз Ховманд                       |
| 1958 | Bundfald                                        | Палле К'єрулф-Шмідт, Роберт Саскін    |
| 1959 | Чужий стукається в двері (En fremmed banker på) | Йоган Якобсен                         |

### 1960-і
| Рік  | Переможці і номінанти                                                                                 | Режисер                        |
| ---- | --- | ------------------------------ |
| 1960 | Vi er allesammen tossede                                                                              | Свен Метлінг                   |
| 1961 | Остання зима (Den sidste vinter)                                                                      | Едвін Тімрот, Анкер Сьоренсен  |
| 1962 | Гаррі і дворецький (Harry og kammertjeneren)                                                          | Бент Крістенсен                |
| 1963 | Вікенд (Weekend)                                                                                      | Палле К'єрулф-Шмідт            |
| 1964 | Gade uden ende                                                                                        | Могенс Веммер                  |
| 1965 | Гертруда (Gertrud)                                                                                    | Карл Теодор Дреєр              |
| 1966 | Бий першим, Фредді! (Slå først, Frede!)                                                               | Ерік Баллінг                   |
| 1967 | Голод (Sult)                                                                                          | Хеннінг Карлсен                |
| 1968 | Люди зустрічаються — і солодка музика виникає в серці (Mennesker mødes og sød musik opstår i hjertet) | Хеннінг Карлсен                |
| 1969 | Баллада Карла-Хеннінга (Balladen om Carl-Henning)                                                     | Lene Grønlykke, Sven Grønlykke |

### 1970-і
| Рік  | Переможці і номінанти                         | Режисер                             |
| ---- | --------------------------------------------- | ----------------------------------- |
| 1970 | В розпал джазового сезону (Midt i en jazztid) | Кнуд Лейф Томсен                    |
| 1971 | Ang.: Lone                                    | Франц Ернст                         |
| 1972 | Зниклий клерк (Den forsvundne fuldmægtig)     | Герт Фредгольм                      |
| 1973 | Втеча (Flugten)                               | Ганс Крістенсен                     |
| 1974 | Премія не вручалася                           | Премія не вручалася                 |
| 1975 | Lars-Ole 5.c                                  | Нільс Мальмрос                      |
| 1976 | Den korte sommer                              | Едвард Флемінг                      |
| 1977 | Хлопчики (Drenge)                             | Нільс Мальмрос                      |
| 1978 | Я і Чарлі (Mig og Charly)                     | Мортен Арнфред, Хеннінг Крістіансен |
| 1979 | Медовий місяць (Honning Måne)                 | Білле Аугуст                        |

### 1980-і
| Рік  | Переможці і номінанти                               | Режисер             |
| ---- | --------------------------------------------------- | ------------------- |
| 1980 | Джонні Ларсен (Johnny Larsen)                       | Мортен Арнфред      |
| 1981 | Йєппе з гори (Jeppe på bjerget)                     | Каспар Роструп      |
| 1982 | Гумовий Тарзан (Gummi-Tarzan)                       | Сьорен Краґ-Якобсен |
| 1983 | Є на світі прекрасна країна (Der er et yndigt land) | Мортен Арнфред      |
| 1984 | Красуня і чудовисько(Skønheden og udyret)           | Нільс Мальмрос      |
| 1985 | Елемент злочину (Forbrydelsens element)             | Ларс фон Трієр      |
| 1986 | Manden i månen                                      | Ерік Клаусен        |
| 1987 | Flamberede hjerter                                  | Хелла Рюслінґе      |
| 1988 | Пелле-завойовник (Pelle Erobreren)                  | Білле Аугуст        |
| 1989 | Тінь Емми (Skyggen af Emma)                         | Сьорен Краґ-Якобсен |

### 1990-і
| Рік  | Переможці і номінанти                              | Режисер          |
| ---- | -------------------------------------------------- | ---------------- |
| 1990 | Танець з Регіце (Dansen med Regitze)               | Каспар Роструп   |
| 1991 | Нехай танцюють білі ведмеді (Lad isbjørnene danse) | Біргер Ларсен    |
| 1992 | Європа (Europa)                                    | Ларс фон Трієр   |
| 1993 | Біль кохання (Kærlighedens smerte)                 | Нільс Мальмрос   |
| 1994 | De frigjorte                                       | Ерік Клаусен     |
| 1995 | Королівство (Riget)                                | Ларс фон Трієр   |
| 1996 | Звір (Menneskedyret)                               | Карстен Рудольф  |
| 1997 | Розсікаючи хвилі (Breaking the Waves)              | Ларс фон Трієр   |
| 1998 | Давай зникнемо (Let's get lost)                    | Йонас Елмер      |
| 1999 | Торжество (Festen)                                 | Томас Вінтерберг |

### 2000-і
| Рік  | Переможці і номінанти                                            | Режисер                                                              |
| ---- | ---------------------------------------------------------------- | -------------------------------------------------------------------- |
| 2000 | Один єдиний (Den eneste ene)                                     | Сюзанна Бір                                                          |
| 2000 | Той, що спливає кров'ю (Bleeder)                                 | Ніколас Віндінг Рефн                                                 |
| 2000 | П'ята зима магнетизера (Magnetisøren's femte vinter)             | Мортен Хенріксен                                                     |
| 2000 | Bornholms stemme                                                 | Лотті Свендсен                                                       |
| 2000 | Остання пісня Міфуне (Mifunes sidste sang)                       | Сьорен Краґ-Якобсен                                                  |
| 2001 | Лавка (Bænken)                                                   | Пер Флю                                                              |
| 2001 | Танцююча в темряві (Dancer in the Dark)                          | Ларс фон Трієр                                                       |
| 2001 | Диво (Mirakel)                                                   | Наташа Артю                                                          |
| 2001 | Мерехтливі вогні (Blinkende lygter)                              | Андерс Томас Йєнсен                                                  |
| 2001 | Італійський для початківців (Italiensk for begyndere)            | Лоне Шерфіг                                                          |
| 2002 | Історія кохання (En kærlighedshistorie)                          | Оле Крістіан Мадсен                                                  |
| 2002 | Ляскати однією рукою (At klappe med én hånd)                     | Герт Фредгольм                                                       |
| 2002 | Сім'я (Family)                                                   | Самі Саїф                                                            |
| 2002 | Справжня людина (Et rigtigt menneske)                            | Оке Сандгрен                                                         |
| 2002 | Пісня для Мартіна (En sang for Martin)                           | Білле Аугуст                                                         |
| 2003 | Відкриті серця (Elsker dig for evigt)                            | Сюзанна Бір                                                          |
| 2003 | Знати правду (At kende sandheden)                                | Нільс Мальмрос                                                       |
| 2003 | Окей (Okay)                                                      | Йєспер В. Нільсен                                                    |
| 2003 | Дрібні неприємності (Små ulykker)                                | Аннетт К. Олесен                                                     |
| 2003 | Вілбур хоче накласти на себе руки (Wilbur Wants to Kill Himself) | Лоне Шерфіг                                                          |
| 2004 | Доґвіль (Dogville)                                               | Ларс фон Трієр                                                       |
| 2004 | Спадок (Arven)                                                   | Пер Флю                                                              |
| 2004 | Подряпина (Bagland)                                              | Андерс Густафссон                                                    |
| 2004 | Реконструкція (Reconstruction)                                   | Крістоффер Бое                                                       |
| 2004 | Вкрасти «Голландця» (Rembrandt)                                  | Яннік Йогансен                                                       |
| 2005 | Ігри королів (Kongekabale)                                       | Ніколай Арсель                                                       |
| 2005 | Брати (Brødre)                                                   | Сюзанна Бір                                                          |
| 2005 | В твоїх руках (Forbrydelser)                                     | Аннетт К. Олесен                                                     |
| 2005 | Ділер 2 (Pusher 2)                                               | Ніколас Віндінг Рефн                                                 |
| 2005 | Теркель і неприємність (Terkel i knibe)                          | Крестен Вестбьерг Андерсен, Торбйорн Крістофферсен, Стефан Ф'єлдмарк |
| 2006 | Убивство (Drabet)                                                | Пер Флю                                                              |
| 2006 | Адамові яблука (Adams æbler)                                     | Андерс Томас Йєнсен                                                  |
| 2006 | Мандерлей (Manderlay)                                            | Ларс фон Трієр                                                       |
| 2006 | Пітьма (Mørke)                                                   | Яннік Йогансен                                                       |
| 2006 | Північна сила (Nordkraft)                                        | Оле Крістіан Мадсен                                                  |
| 2007 | Мило (En soap)                                                   | Пернілла Фішер Крістенсен                                            |
| 2007 | У нас все вийде(Drømmen)                                         | Нільс Арден Оплев                                                    |
| 2007 | После свадьбы (Efter brylluppet)                                 | Сюзанна Бир                                                          |
| 2007 | Прага (Prag)                                                     | Оле Кристиан Мадсен                                                  |
| 2007 | Удари долі (Råzone)                                              | Крістіан Є. Крістіансен                                              |
| 2008 | Мистецтво плачу (Kunsten at græde i kor)                         | Петер Шонау Фог                                                      |
| 2008 | AFR                                                              | Мортен Гартц Каплерс                                                 |
| 2008 | Боєць (Fighter)                                                  | Наташа Артю                                                          |
| 2008 | Біла ніч (Hvid nat)                                              | Яннік Йогансен                                                       |
| 2009 | Жахливе щастя (Frygtelig lykkelig)                               | Генрік Рубен Генц                                                    |
| 2009 | Полум'я і Цитрон (Flammen & Citronen)                            | Оле Крістіан Мадсен                                                  |
| 2009 | Йди з миром, Джаміль (Gå med fred, Jamil)                        | Омар Шаргаві                                                         |
| 2009 | Маленький солдат (Lille soldat)                                  | Аннетт К. Олесен                                                     |
| 2009 | Два світи (To verdener)                                          | Нільс Арден Оплев                                                    |

### 2010-і
| Рік  | Переможці і номінанти                            | Режисер                                  |
| ---- | ------------------------------------------------ | ---------------------------------------- |
| 2010 | Антихрист (Antichrist)                           | Ларс фон Трієр                           |
| 2010 | Оплески (Applaus)                                | Мартін Зандвлієт                         |
| 2010 | Мисливець за головами (Headhunter)               | Румле Хаммеріх                           |
| 2010 | Хворі серця (Kærestesorger)                      | Нільс Мальмрос                           |
| 2010 | Старі (Oldboys)                                  | Ніколай Стеєн                            |
| 2011 | Ув'язнений R (R)                                 | Тобіас Ліндхольм, Михаель Ноєр           |
| 2011 | Помста (Hævnen)                                  | Сюзанна Бір                              |
| 2011 | Клоун: Фільм (Klovn - The Movie)                 | Міккель Нергор                           |
| 2011 | Правда про чоловіків (Sandheden om mænd)         | Ніколай Арсель                           |
| 2011 | Субмаріно (Submarino)                            | Томас Вінтерберг                         |
| 2012 | Меланхолія (Melancholia)                         | Ларс фон Трієр                           |
| 2012 | Сім'яя Рейнвальд (En familie)                    | Пернілла Фішер Крістенсен                |
| 2012 | Суперкласико (Superclásico)                      | Оле Крістіан Мадсен                      |
| 2012 | Вільне падіння (Frit fald)                       | Хейді Марія Фаїсст                       |
| 2012 | Смішна члюдина (Dirch)                           | Мартін Зандвлієт                         |
| 2013 | Заручники (Kapringen)                            | Тобіас Ліндхольм                         |
| 2013 | Пробачте, що перебиваю (Undskyld jeg forstyrrer) | Генрік Рубен Генц                        |
| 2013 | Здоров'як (Teddy Bear)                           | Мадс Маттісен                            |
| 2013 | Королівський роман (En kongelig affære)          | Ніколай Арсель                           |
| 2013 | Ти і я назавжди (You & Me Forever)               | Каспар Мунк                              |
| 2014 | Полювання (Jagten)                               | Томас Вінтерберг                         |
| 2014 | Німфоманка (Nymphomaniac)                        | Ларс фон Трієр                           |
| 2014 | Горе і радість (Sorg og glæde)                   | Нільс Мальмрос                           |
| 2014 | Північний захід (Nordvest)                       | Міхаель Ноєр                             |
| 2014 | Містеріум. Початок (Kvinden i buret)             | Міккель Нергор                           |
| 2015 | Тихе серце (Stille hjerte)                       | Білле Аугуст                             |
| 2015 | Все включено (All Inclusive)                     | Гелла Йооф                               |
| 2015 | Швидка прогулянка (Kapgang)                      | Нільс Арден Оплев                        |
| 2015 | Риба-сонце (Klumpfisken)                         | Серен Балле                              |
| 2015 | Коли звірі мріють (Når dyrene drømmer)           | Йонас Александр Арнбю                    |
| 2016 | Під піском (Under sandet)                        | Мартін Зандвлієт                         |
| 2016 | Ідеаліст (Idealisten)                            | Крістіна Розендаль                       |
| 2016 | Брідженд (Bridgend)                              | Єппе Ренде                               |
| 2016 | Літо'92 (Sommeren '92)                           | Каспер Барфоед                           |
| 2016 | Війна (Krigen)                                   | Тобіас Ліндгольм                         |
| 2017 | У крові (I blodet)                               | Расмус Гейстерберг                       |
| 2017 | Комуна (Kollektivet)                             | Томас Вінтерберг                         |
| 2017 | Батьки (Forældre)                                | Крістіан Тафдруп                         |
| 2017 | Шеллі (Klumpfisken)                              | Алі Аббасі                               |
| 2017 | Неоновий демон (The Neon Demon)                  | Ніколас Віндінґ Рефн                     |
| 2018 | Зимові брати (Vinterbrødre)                      | Глинур Палмасон                          |
| 2018 | Команда «Ураган» (Team Hurricane)                | Анніка Берг                              |
| 2018 | Пекло (Underverden)                              | Фенар Ахмад                              |
| 2018 | Доки ми живимо (Mens vi lever)                   | Мехді Аваз                               |
| 2018 | Жахлива жінка (En frygtelig kvinde)              | Крістіан Тафдруп                         |
| 2019 | Відпустка (Holiday)                              | Ізабелла Еклеф                           |
| 2019 | Винний (Den skyldige)                            | Густав Меллер                            |
| 2019 | Та пора року (Den tid på året)                   | Папріка Стін                             |
| 2019 | Дітте та Луїз (Ditte & Louise)                   | Ніклас Бендіксе                          |
| 2019 | Картатий ніндзя (Ternet Ninja)                   | Андерс Маттесен і Торбьорн Крістофферсен |